# Viselkedésterápia
A viselkedésterápia a jó szokások elsajátítására és a rossz szokások megszüntetésére szolgáló pszichoterápiás eljárások egy csoportja. Alapmintája valamely célzott viselkedés fokozatos begyakorlása.
A terápia szűkebb értelemben az 1920-as évek elején John B. Watson, a viselkedéselmélet megalapítója tanítványainak munkájával kezdődött.

## Jellemzők
A viselkedésterápia számos egyedi eljárását öt nagyobb csoportba lehet besorolni:
- A megszüntető eljárásoknak a hibás viselkedést ki kell oltaniuk.
- Az elsajátító eljárások leginkább az operáns kondicionáláshoz igazodnak és felépítik a kívánatos viselkedést.
- A konfrontációs eljárásokat a szorongáskeltőkkel való erőltetett kapcsolatra használják a központi vagy periferikus szorongások számára, pszichés zavarok esetén.
- A kognitív viselkedésterápia eljárásai a kognitív tanulást vonják be a tréningbe.
- Az általános tréningeljárások rendszerint problémamegoldó stratégiák. Ezek közül kiemelkedő a biofeedback-tréning, amelyet főként stresszhatások következményeivel szemben alkalmaznak.

## A viselkedés alakítása
A viselkedésterápiában egyénre szabott, sok lépésből álló eljárásokat alkalmaznak (shaping):
- A kezelés kezdetén a kliens hajlamos bajai eltúlzására, tobzódik az önsajnálatban.

A terapeuta megmagyarázza, hogy ez szükségtelen és drasztikus módon elejét veszi a siránkozásnak (pl. dudáló hanggal)
- A kliens a panaszkodásával összeegyezhetetlen, automatizált viselkedést tanul, örömteli gondolatot vagy megnyugvást vagy elhárítást.
- A rossz viselkedést tünetei szerint osztályozzák és kis lépésekben szüntetik meg.
- A shaping-terápia fontos része kitörni a rutinból, ami az embert kényszerzubbonyba zárja és képtelenné teszi viselkedésének megváltoztatására. 
  - Pl. megtanul:

beszédszokásain változtatni,
kifejezetten lassan autót vezetni,
tökéletesen megváltoztatni a már rituálissá merevedett reggeli felébredést és készülődést stb.
- A láncátvágást (chaining) a terápia szisztematikusan folytatja.
- Konfrontációk során próbálják meg felépíteni, ill. megerősíteni az önbizalmát.
- A terheléses helyzeteket speciális eljárásokkal segítik elő.

Különösen kellemetlen feladatot végeztetnek a klienssel (pl. koldulást).
- Eljárásokat használnak az önkontrollra (nem feltétlen csak a terápia befejezésénél).

Ezek az önállóság felé jelentenek átmenetet.
- A terápia befejezése után ismétlő vagy kiegészítő órák is lehetnek, hogy a tanultakat felfrissítsék.